# Hristov venac
Hristov venac je biljka penjačica koja na zaklonjenim mestima i uz zaštitu može prezimiti napolju. Listovi bilje su prstasto deljeni. Cvetovi su beli, ljubičasti ili crveni. Iznad zvezdasto raspoređenih cvetnih latica nalaze se brojne niti, 5 žutih prašnika i 3 smeđa tučka. Oprašeni cvetovi daju jajolike, narandžastožute, jestive plodove. Plodovi srodnih vrsta poznati pod imenima granadila i marakuja.

## Spoljašnje veze
- (језик: енглески)
- (језик: енглески)
- Архивирано на веб-сајту  (5. јул 2020) (језик: енглески)
- (језик: енглески)
- Архивирано на веб-сајту  (15. април 2021) (језик: шпански)
- (језик: енглески)